# Lorenzo Colpo
Lorenzo Colpo (Capriate San Gervasio, 27 febbraio 1925 – ...) è stato un calciatore italiano, di ruolo centrocampista.

## Carriera
Giocò due stagioni in Serie A con Pro Patria e Legnano, per complessive 32 presenze e 4 reti in massima serie (esordio il 19 ottobre 1947 nella sconfitta interna dei bustocchi col Grande Torino).
Ha inoltre disputato dieci stagioni in Serie B (oltre al campionato di Serie B-C Alta Italia 1945-1946), nelle file di Legnano, Salernitana e Monza, per un totale di 260 presenze e 16 reti fra i cadetti.